# Biblioteca Națională a Germaniei
Biblioteca Națională a Germaniei (DNB), are sediul în Leipzig, Berlin și Frankfurt am Main, ea arhiva cea mai bogată fiind și cea mai mare bibliotecă din Germania.